# تجربة باوند-ريبكا

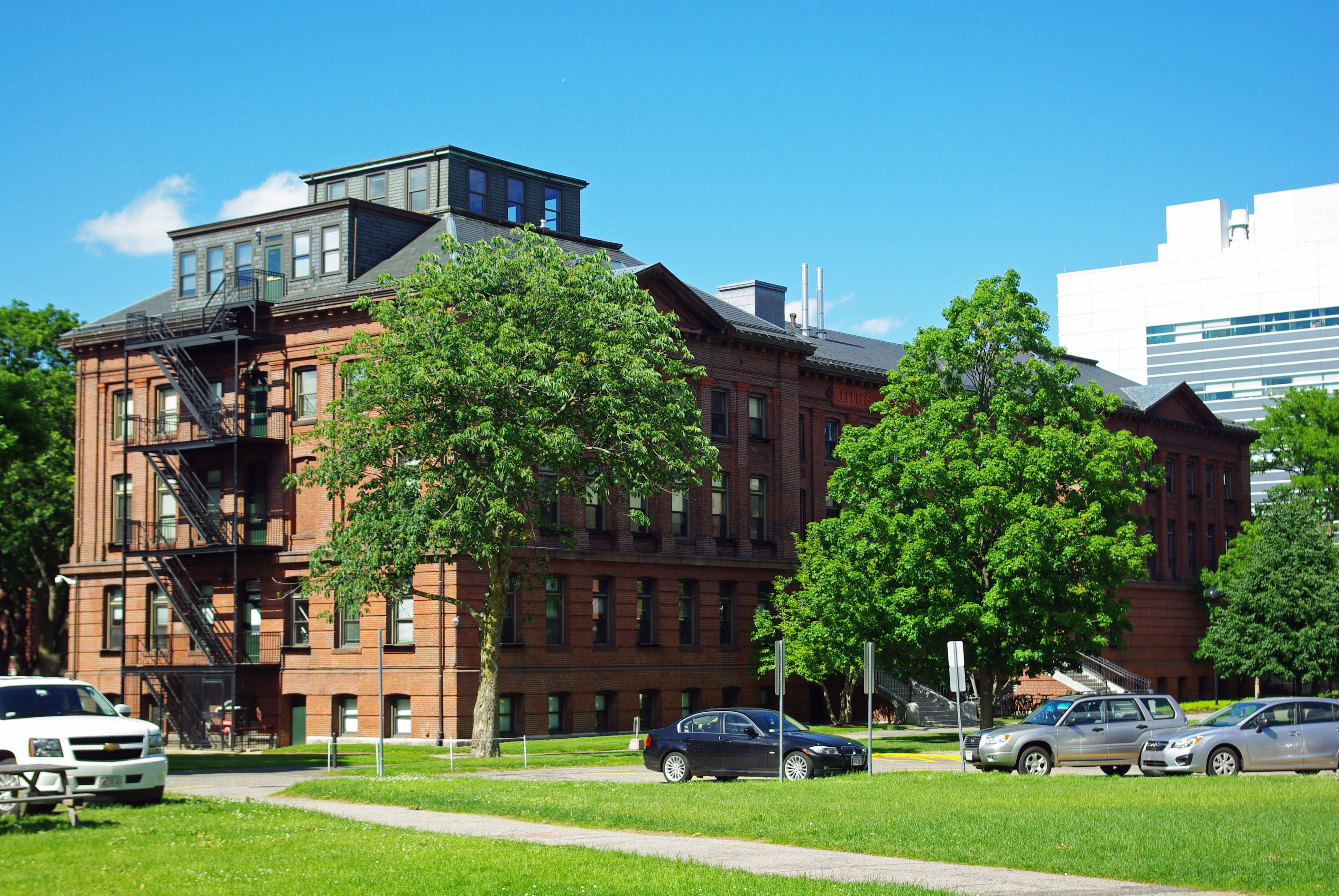

في تجربة باوند وريبكا في الفيزياء (بالإنجليزية: Pound-Rebka-Experiment) أثبت البروفيسور روبرت باوند مع تلميذه جلين ريبكا عام 1960 ظاهرة الانزياح الأحمر الجذبوي باستخدام أشعة غاما ومجال الجاذبية الأرضية. وكان العالمان قد قاما باقتراح إجراء التجربة هذه في عام 1959.
.
وتستخدم العالمان تأثير موسباور الذي يسمح بقياس دقيق جدا للتردد، وأجريت التجربة في برج جفرسون في جامعة هارفارد.

## المبدأ الفيزيائي

### الجاذبية
بين اينشتاين عام 1911,
أن قانون بقاء الطاقة النابع عن الميكانيكا الكلاسيكية تحتم أن يتأثر الفوتون بمجال الجاذبية مثلما يتأثر بها جسم له كتلة. ووصف في تجربته الخيالية جسيم يكتسب طاقة حركة عند سقوطه الحر على الأرض ويتحول كلية إلى طاقة ممثلة في شعاع كهرومغناطيسي عند اصتدامه بالأرض.
يحوي الجسيم التخيلي قبل السقوط طاقة السكون فقط ثم يكتسب سرعة وطاقة حركة خلال السقوط الحر فتصبح طاقته الكلية {\displaystyle E_{\mathrm {t,unten} }=m_{\mathrm {t} }c^{2}+m_{\mathrm {t} }gh}. وعند التقائه بالأرض يفترض أن يُفنى الجسيم (أي يتحول كلية إلى طاقة) ويصدر فوتونا بهذه الطاقة تصعد إلى موقعه الأول. فلو لم يتأثر هذا الفوتون الناتج بالجاذبية فستكون طاقته عند الموقع الأول مساوية لطاقة الجسيم الكلية {\displaystyle E_{\mathrm {t} }=m_{\mathrm {t} }c^{2}+m_{\mathrm {t} }gh}
وإذا افترضنا إمكانية استخدام جزء من تلك الطاقة لإعادة تكوين الجسيم عند تلك النقطة
{\displaystyle E=m_{\mathrm {t} }c^{2}} ، عندئذ سوف تتحرر الطاقة الزائدة
{\displaystyle E_{\mathrm {kin} }=m_{\mathrm {t} }gh}. ونظرا لأن الفوتون يفقد طاقة أثناء صعوده إلى أعلى فيكون قانون بقاء الطاقة ساريا.
ينطبق على طاقة الفوتون المعادلات التالية (بوحدات الكتلة):
طاقة النظام تحت على الأرض:
{\displaystyle E_{\text{تحت}}=m_{\mathrm {t} }c^{2}+m_{\mathrm {t} }gh}
طاقة النظام في الموقع العالي:
و {\displaystyle E_{\mathrm {oben} }=m_{\mathrm {t} }c^{2}}.
وبوحدات طاقة الفوتون نحصل على:
{\displaystyle E_{\text{unten}}=\left(1+{\frac {gh}{c^{2}}}\right)E_{\text{oben}}}
وبالتالي يمكن حساب التردد:
{\displaystyle {\frac {\Delta f}{f}}={\frac {gh}{c^{2}}}}.
فإذا كان ارتفاع الجسيم عن الأرض 56و22 متر مع اعتبار قوانين نيوتن للحركة فمن المتوقع أن ينزاح التردد بمقدار:
{\displaystyle \Delta f/f=2{,}46\cdot 10^{-15}}.
- حيث g عجلة الجاذبية الأرضية (91و8 متر/ثانية/ثانية)

- h الارتفاع عن الأرض

- c سرعة الضوء.

### إجراء التجربة والقياسات
يظهر تغير طاقة الفوتون مع الارتفاع في مجال الجاذبية على هيئة تغير في التردد. ويستخدم فوتون من اشعة غاما. ومن أجل قياس تغير التردد بين مصدر الشعاع والمستقبل استغل الفيزيائيان ظاهرة الامتصاص الرنيني وهو نفس طريقة إصدار الشعاع. بذك تكون الذرات المصدرة لشعاع غاما حساسة لاستقباله. وطبقا لتأثير موسباور تتساوى طاقة الإصدار وطاقة الامتصاص للشعاع في حالة عدم حدوث صدمة ارتداد.
هذا معناه أن لا يحدث امتصاص في الذرات إذا تغير تردد الشعاع بين المصدر والذرات الممتصة. ونظرا لاهتزاز الذرات المصدرة للأشعة فتكون الذرات المصدرة والمستقبلة ليست ثابتة وإنما في حالة اهتزاز.
ويمكن اخماد اهتزاز الذرات بالتبريد وهذا لا يمنع تأثير موسباور. وبإجراء التبريد وتحريك المصدر أو المستقبل الممتص بسرعة معينة بالنسبة للآخر يمكن بواسطة تأثير دوبلر قياس ترددات مختلفة عند الامتصاص.
وضع باوند وريبكا مصدر اشعة غاما على منضة تهتز رأسيا اهتزازا توافقيا (مطابقا لدالة جيبية). وعن طريق تعيين النقطة الزمنية التي يحدث عندها امتصاص الأشعة يمكن تعيين التغير في تردد الشعاع.
وضع المصدر والمستقبل الممتص بحيث يكون بينهما مسافة رأسية قدرها 56و22 متر. كما استبدل خلال التجربة وضعي المستقبل والمصدر لمعرفة تاثير جاذبية الأرض على الشعاع. ولكن شوشرة الاهتزاز الحراري للذرات كانت غالبة على الانزياح المرغوب تسجيله في التجربة. وكان لا بد من إجراء تجربة أخرى تتميز بدقة أعلى.

## تعديل التجربة والنتائج
بعد احكام التبريد قام العالمان باوند وريبكا باجراء القياسات لمدة عشرة أيام وقاما بنشر النتائج في يوم 1 أبريل 1960.

قام العالمان يتثبيت المصدر على الأرض خلال اليومين الأولين للتجربة ثم قاموا بقياس تغير تردد ال الستة أيام التالية وبلغ التغير المقاس مع مراعاة اختلاف درجة الحرارة:
```

  

    

      

        
Δ

        
f

        

          
/

        

        
f

        
=

        
−

        
19

        

          
,

        

        
7

        
⋅

        

          
10

          

            
−

            
15

          

        

      

    

    
{\displaystyle \Delta f/f=-19{,}7\cdot 10^{-15}}

  

. 
```

ثم اعيدت التجربة بوضع المصدر في الموضع العالي والمستقبل على الأرض واجراء 8 قياسات خلال يومين وكانت النتيجة في المتوسط:
```

  

    

      

        
Δ

        
f

        

          
/

        

        
f

        
=

        
−

        
15

        

          
,

        

        
5

        
⋅

        

          
10

          

            
−

            
15

          

        

      

    

    
{\displaystyle \Delta f/f=-15{,}5\cdot 10^{-15}}

  

. 
```

وهذاوهذا
وكما وصفنا أعلاه من المتوقع أن تقل طاقة شعاع غاما عند صعوده مقاوما قوى جاذبية الأرض، أي يحدث له انزياح أحمر، ويمدث له انزياح أزرق عند سقوطه من أعلى إلى اسفل. وأظهرت النتائج تلك التغيرات بالإضافة إلى تأثيرات فيزيائية أخرى (rest) متعلقة بخواص المادة الصلبة:
{\displaystyle \Delta f=\Delta f_{\mathrm {grav} }+\Delta f_{\mathrm {Rest} }}.
ينطبق في حالة الانزياح الأحمر
{\displaystyle \Delta f_{\mathrm {grav} }<0} وفي حالة الانزياح الأزرق {\displaystyle \Delta f_{\mathrm {grav} }>0}.
والفرق بين الانزياحين المعيينان في اتجاهين مختلفين يعين تأثير دوبلر المتوقع للمسافة 56و22 متر. أي أن نتيجة القياس تؤول في مقدارها ودقتها إلى تجربة انزياح أحمر لمسافة بين المصدر والمستقبل من أسفل إلى أعلى قدرها 45 متر، أو تجربة انزياح أزرق (هبوط الشعاع من أعلى إلى أسفل) لمسافة 45 متر.
أعطت قياسات الأربعة أيام الأولى فرقا مقداره
{\displaystyle (4{,}2\pm 1,1)\cdot 10^{-15}} متطابقا مع التوقعات الأولية التي تبلغ
{\displaystyle 4{,}92\cdot 10^{-15}}. وبعد تحسين دقة القياس حصل العالمان على النتيجة
{\displaystyle (-5{,}13\pm 0{,}51)\cdot 10^{-15}}
وهي تتطابق مع ما اتخذه العالمان من تعريف لإشارة الفرق المتوقع بدقة في حدود حيود 10 %.
- حدود الدقة:

{\displaystyle (4{,}2\pm 1,1)\cdot 10^{-15}} معناها متوسط 2و4 بحد أعلى 3و5 وحد أدنى 1و3. نسية الخطا نحو 25 %.
{\displaystyle (-5{,}13\pm 0{,}51)\cdot 10^{-15}} معناها متوسط -13و5 بحد أعلى -68و5 وحد أدنى -62و4 ، نسبة الخطأ 10 %.

## وصلات خارجية
- Physical Review focus story.
- A detailed description of the experiment نسخة محفوظة 21 ديسمبر 2016 على موقع واي باك مشين..

## اقرأ أيضا
- انزياح أحمر
- طيف
- موجة كهرومغناطيسية
- UDFy-38135539
- قزم أبيض
- انزياح أحمر جذبوي